# Simfonia (teologia)
Simfonia (grec: συμφωνία, simfonia, 'acord') és una teoria o concepte normatiu en el pensament teològic i polític cristià ortodox, especialment dins de l'Imperi Romà o bizantí oriental, que planteja que l'església i l'estat s'han de complementar, mostrant respecte mutu, sense que cap de les dues institucions presumeixi de dominar l'altra.
L'origen de la teoria es pot trobar a la política de l'emperador romà Constantí I (r. 324-337). L'emperador Justinià I (r. 527-565) va expressar aquesta posició quan va dir: "Es fa una distinció entre l'autoritat imperial i el sacerdoci amb interdependència, però, almenys en teoria, cap dels dos està subordinat a l'altre". Aquesta posició es basa en les escriptures, tal com s'evidencia en diversos textos de l'Antic Testament; les referències més destacades són la del rei sacerdot Melquisedec i la relació fraterna entre Aaron, el gran sacerdot, i Moisès, el líder d'Israel d'Egipte.
Es creu que la teoria es va plasmar a l'Imperi Romà d'Orient des del moment del regnat de Justinià, quan el dret eclesiàstic i civil esdevingueren indivisibles, és a dir, el dret canònic va arribar a ser aplicat per l'emperador. Es va reafirmar a l’Stoglav, un codi de l'església promulgat al Tsarat Rus el 1551. Segons l'opinió de Stanley Harakas, "gairebé no existeixen pressupòsits per a la seva implementació com a sistema de relacions Església-Estat en els nostres temps", i "com a màxim, presenta" un ideal impossible "al món contemporani, que pot il·luminar algunes actituds per als cristians ortodoxos respecte a les seves opinions sobre l'estat ben ordenat, així com sobre la relació de l'Església amb l'estat".
La simfonia es va convertir en el tema de discussió política a Rússia quan va ser desenvolupada i habitada pel patriarca Ciril de Moscou en presència del president Dmitri Medvédev l'endemà de l'adhesió de Ciril al tron patriarcal ortodox rus l'u de febrer de 2009.